# Fernando Ávalos
Fernando Horacio Ávalos (Paso de los Libres, Argentina, 31 de marzo de 1978) es un exfutbolista argentino. Actualmente se desempeña como director técnico en C.A. Ferrocarril/Pumitasde su ciudad natal.

## Trayectoria
Fernando Horacio Ávalos se inició en las inferiores de Deportivo Español. En 1996 llegó a las inferiores de Boca Juniors y en 1997 debutó en Nueva Chicago, donde disputó un total de 37 partidos. En 1998 pasó a Huracán, donde jugó 29 partidos. Su paso por Huracán resultó muy criticado. El 19 de noviembre de 1998, previo al clásico ante San Lorenzo, en el Diario Clarín salió publicada una solicitada de dos hinchas que rezaba: “Huracán. At. López-Cavallero. Por favor, no pongan más a Ávalos (ni en el banco)“. Años más tarde, Ávalos diría: “¿La solicitada de los hinchas de Club Atlético Huracán? Ah, sí, casi me había olvidado. Pero fue una gente mandada a publicar el aviso. En Huracán yo era el criticado, pero no hacía nada malo y siempre me apuntaban. Pero ya pasó. Tenía 19 años“. En 1999 volvió a Deportivo Español, donde jugó 14 partidos hasta quedar libre seis meses.
En 2000 decidió probar suerte en Brasil, donde se probó en São Paulo pero fue rechazado por el técnico. Luego se sumó al Corinthians, donde jugó dos temporadas, en la mayor parte como suplente. En la temporada 2001/02 se fue al FC Basel de Suiza, donde no jugó ningún partido. Luego volvió al Corinthians, donde sin embargo tampoco tuvo lugar y quedó libre.
En diciembre de 2001 se fue al Boavista de Portugal para jugar la Liga de Campeones de la UEFA. En total jugó 40 partidos en el club de Porto. En julio de 2003 pasó al Clube Desportivo Nacional, donde disputó la Copa UEFA y jugó un total de 124 partidos, marcando 3 goles. En septiembre de 2004 fue detenido junto a sus colegas Fabio dos Santos, Josieslei Ferreira y su cuñado por presunta posesión drogas. Se los acusó de tenencia de éxtasis y cocaína, sin embargo los futbolistas fueron liberados horas más tarde. En 2008 se fue al MSV Duisburgo de Alemania, donde jugó 11 partidos. En 2009 volvió a Portugal para jugar en Belenenses, donde jugó 11 partidos. Ese mismo año emigró a Chipre para jugar en el Nea Salamis.
Tras un regreso a Portugal, donde jugó en Camacha y União da Madeira, en 2014 Ávalos se mudó al Bravos do Maquis de Angola. En 2016 fue señalado como el único futbolista argentino que se desempeña en la Confederación Africana de Fútbol.

## Clubes
| Club                     | País      | Año         |
| ------------------------ | --------- | ----------- |
| Nueva Chicago            | Argentina | 1997 - 1998 |
| Huracán                  | Argentina | 1998 - 1999 |
| Deportivo Español        | Argentina | 1999        |
| Real Salvador            | Brasil    | 1999        |
| Corinthians              | Brasil    | 2000 - 2001 |
| FC Basel                 | Suiza     | 2001        |
| Boavista                 | Portugal  | 2002 - 2003 |
| Desportivo Nacional      | Portugal  | 2003 - 2008 |
| MSV Duisburgo            | Alemania  | 2008        |
| Belenses                 | Portugal  | 2009        |
| Nea Salamis Famagusta FC | Chipre    | 2009 - 2010 |
| União da Madeira         | Portugal  | 2010 - 2013 |
| Bravos do Maquis         | Angola    | 2014 - 2015 |